# Earby
Earby är en ort och civil parish i Storbritannien.   Den ligger i grevskapet Lancashire och riksdelen England, i den centrala delen av landet, 300 km nordväst om huvudstaden London. Earby ligger 138 meter över havet och antalet invånare är 5 377.
Terrängen runt Earby är kuperad söderut, men norrut är den platt.Runt Earby är det tätbefolkat, med 383 invånare per kvadratkilometer. Närmaste större samhälle är Burnley, 14,1 km söder om Earby. Trakten runt Earby består i huvudsak av gräsmarker.